# ジョゼッフォ・グアーミ
ジョゼッフォ・グアーミ（Gioseffo Guami、ジュゼッペ（Giuseppe）とも、1540年ころ – 1611年）は後期ルネサンス時代に活躍したイタリアの作曲家、オルガン奏者、歌手。マドリガーレや器楽曲を多く作曲し、また16世紀後半のイタリアでもっとも優れたオルガニストの一人として知られた。アドリアーノ・バンキエリの師でもある。

## 生涯
ルッカに生まれる。若い頃についてはほとんど明らかでないが何らかの音楽教育を受けたと推測される。1561年に、当時のイタリアで最も権威ある音楽教育機関の一つであったヴェネツィアのサン・マルコ寺院に移る。ここでアドリアン・ヴィラールトおよびアンニーバレ・パドヴァーノに師事し、歌手として勤めた。1568年、ヴェネツィアを去ってバイエルン公国にゆき、バイエルン公アルブレヒトの宮廷で第一オルガニストに就任した。当時、バイエルン公の宮廷にはフランドル楽派の巨匠オルランド・ディ・ラッソが仕えていた。1570年代初頭、グアーミは一時的にイタリアに戻っているが、この時少なくとも一度はラッソと同行している。1579年、ルッカのオルガニストとなり、少なくとも1582年までここに留まった。1585年にはジェノヴァにて楽長（maestro di cappella）として働いている。その後数年間の足取りには不明な点が多いが、この時期に作曲家として活躍し、オルガニストとしても名声を築き上げていたことは確かである。
1588年、サン・マルコ寺院の第一オルガニストに就任する。サン・マルコには2名のオルガニストがおり、楽長の監督下で作曲家としても勤めることがふつうであった。当時の楽長はジョゼッフォ・ツァルリーノであったが、1590年にツァルリーノが没すると、グアーミはルッカに戻っている。ツァルリーノの後任者に任命されなかったためと推測される。ルッカでは聖堂のオルガニストとして亡くなるまで仕えた。

## 作品と影響
グアーミの宗教作品は師のヴィーラルト、チプリアーノ・デ・ローレ、そして後にはラッソから大きな影響を受けている。ラッソとはミュンヘンでともに宮廷に仕えているので、友人であったのかも知れない。少なくとも一緒に旅行をする仲ではあった。世俗音楽においてはきわめて先進的で、半音階や離れた調性への転調を多用している。これは明らかにニコラ・ヴィチェンティーノの影響である。
グアーミは器楽のカンツォーナを多く残している。一方でオルガン作品は、ジローラモ・ディルータの『イル・トランシルヴァーノ』、ヨハン・ヴォルツの『新タブラチュア集』に若干の作品を収めるほか、ほとんどが失われてしまったと考えられている。カンツォーナは当時最新のヴェネツィア・スタイルの複合唱様式を用い、装飾を多用し、それぞれの部分で鮮烈に異なる素材を使い分けている。ただし、バロック以前としてはきわめて多くのモチーフ展開を行っている点は特筆に値する。
グアーミは教師としても重要な存在であり、特に、バロックへの推移における最重要作曲家の一人アドリアーノ・バンキエリの師として知られる。また先進的な音楽理論家、リュート奏者であったヴィンチェンツォ・ガリレイ（天文学者ガリレオの父）の師でもあり、ガリレイはグアーミの作品、才能と名声について書物を残している。